# 霊鷲寺 (小郡市)
霊鷲寺（りょうじゅうじ）は、福岡県小郡市松崎にある臨済宗南禅寺派寺院。山号は瑞松山。筑後三十三観音霊場第7番札所。末寺に寛元寺（福岡市筑後市）がある。

## 歴史
乾元元年（1302年）に西牟田永家（弥次郎）を開基、鎌倉建長寺の大覚の法嗣である雲山元怡を開山として西牟田（現在の筑後市）に創建。
大檀那の西牟田氏の没落で衰退し、柳川藩主の田中吉政により寺領600石を4石に減石される。
有馬豊範が久留米藩より分知を受けて松崎藩主となると、その菩提寺として松崎に移転。有馬豊範は貞享元年（1664年）に改易されるが、その後も松崎に法灯を伝える。
安永7年（1778年）に久留米藩第7代目藩主有馬頼徸より筑後三十三観音第7番札所とされる。